# ASh-78突擊步槍
ASh-78（意指：78型自動步槍）是阿爾巴尼亞生產的卡拉什尼科夫自動步槍衍生型，它是中華人民共和國56式自動步槍的仿製品。

## 歷史
阿爾巴尼亞於1960年代跟其主要盟友蘇聯交惡，並在1968年退出華沙條約組織。作為回應，蘇聯隨即撤回對阿爾巴尼亞的軍事及經濟等多方面的援助，迫使後者尋找新的大國依靠。碰巧此時正值中蘇交惡的時期，由毛澤東統治下的中華人民共和國跟阿爾巴尼亞的霍查政權因有著共同敵人和相近的意識形態而越走越近，中国开始向阿爾巴尼亞提供大規模的軍事及經濟援助，其中在武器方面就有大量56式自動步槍。中華人民共和國與阿爾巴尼亞原定在1974年達成協議，讓後者在本土授權生產56式自動步槍，可是其後因中国推行的改革開放政策導致中阿兩國完全決裂，中国因此撤回對阿方的援助。失去了靠山的阿爾巴尼亞只好自行嘗試生產出仿製56式自動步槍的武器。由於在1978年定型投產，故名為ASh-78。
ASh-78是阿爾巴尼亞軍隊多年來使用的制式步槍，與後來推出仿56-1式的摺疊式槍托版本，ASh-82一同裝備部隊。在科索沃戰爭更有部份隨同中國的56式一同提供給科索沃解放軍使用。
近年隨著阿爾巴尼亞加入北約和歐盟，其軍隊開始大量引進義大利貝瑞塔ARX-160突擊步槍和美國M4卡賓槍等北約武器替換一線部隊和特種部隊裝備的AK系武器，包括ASh-78系列。

## 與56式的差異
ASh-78基本上在外觀和結構上完全仿自中國56式自動步槍，就連後者經常被外國用戶質疑實用性的摺疊式三棱型刺刀也照樣原汁原味地搬過來，但兩者仍有少量不同的地方：
- 前準星座的形狀不同[2]。
- ASh-78的機匣上沒有56式及一般AK步槍特有的凹痕[2]。
- ASh-78的射擊選擇桿刻字為“1”（單發）和“A”（全自動）而不是56式的“D”／“单”和“L”／“连”[2]。

### 衍生型
- ASh-78 Tip 1：標準步槍型[2]。
- ASh-78 Tip 2：類似RPK輕機槍的班用自動武器型[2]。
- ASh-78 Tip 3：延長槍管型，配備類似AKM突擊步槍的槍托[2]。
- ASh-82：配備AKS／56-1式向下摺疊金屬式槍托的衍生型[2]。
- RDW-1：削短槍管的卡賓槍型，設有前握把，但沒有槍托。
- RDW-2：RDW-1的進一步削短槍管型[2]。

## 使用者
- 阿富汗：2001年塔利班政權倒台後，部份被賣給了阿富汗新政府。
- 阿尔巴尼亚
- 科索沃